# Kościół św. Andrzeja Apostoła w Husowie
Kościół św. Andrzeja Apostoła – kościół, który znajdował się w Husowie. Rozebrany w 2008 roku.

## Historia
Pierwszy drewniany kościół pod wezwaniem św. Andrzeja Apostoła był wzmiankowany w 1447 roku. W 1624 roku został spalony przez Tatarów; w jego miejscu, w 1633 roku, wybudowano nowa świątynię, również drewnianą. W 1922 roku kościół rozebrano. 
W latach 1912–1916 wzniesiono nową świątynię według projektu Stanisława Majerskiego